# Радиойодтерапия
Радиойодтерапия используется для лечения заболеваний щитовидной железы. Радиойодтерапия применяется при лечении тиреотоксикоза, сопровождающего диффузный токсический зоб, автономно функционирующие аденомы. Радиоактивный йод также используют после хирургического лечения с целью уничтожения остатков тиреоидной ткани (абляция), йодпозитивных метастазов, рецидивов и резидуальных карцином. Показаниями к радиойодтерапии являются: отсутствие стойкого эффекта от медикаментозной терапии у больных (преимущественно старше 40 лет) с диффузным зобом II—III степени, осложненные формы, при которых невозможно оперативное вмешательство, рецидивы, при наличии послеоперационных осложнений. Противопоказания: зоб диффузный токсический у детей и подростков, беременность, лактация, загрудинный и кольцевой зоб, сдавливающий трахею.
Радиойодтерапия рекомендуется при дифференцированном раке щитовидной железы в случае выхода первичного очага опухоли за пределы собственной капсулы щитовидной железы и наличии регионарных и/или отдаленных метастазов.
Радиойодтерапия в Российской Федерации подразумевает обязательную госпитализацию в специализированное отделение. Это требование национальных Норм радиационной безопасности (НРБ).
В ходе лечения радиоактивный йод (изотоп I-131) вводится в организм в виде желатиновых капсул перорально. Также используется водный раствор NaI-131. Водный раствор не имеет никаких органолептических (цвет, запах, вкус и т.д.) свойств. Радиоактивный йод, накапливающийся в клетках щитовидной железы, подвергает бета- и гамма- излучению всю железу либо тиреоидный остаток после её удаления. При этом уничтожаются клетки железы и опухолевые клетки, распространившиеся за её пределы. 
В зарубежных клиниках радиойод чаще используется в виде капсул. Далее больные ДТЗ обычно 3 дня находятся в специализированных палатах, оборудованных автономной системой вентиляции и канализации. Пациенты с ДРЩЖ могут задержаться дольше. Дозиметрист проводит ежедневные измерения. При снижении мощности излучения до допустимого уровня разрешается выйти из палаты, проводится дезактивация поверхности тела (душ) и смена одежды. Пациенты с ДРЩЖ дополнительно направляются на сцинтиграфическое исследование для оценки включения изотопа и планирования дальнейшего лечения и наблюдения.